# Eauze
Eauze (pronuncia [eˈoz]) è un comune francese di 4 017 abitanti situato nel dipartimento del Gers nella regione dell'Occitania.

## Monumenti e luoghi di interesse
- Ex cattedrale di Saint-Luperc

## Società

### Evoluzione demografica
Abitanti censiti